# Beatrice Mompremier
Beatrice Mompremier (Miami, 8 agosto 1996) è una cestista statunitense naturalizzata ungherese, professionista nella WNBA.

## Carriera
È stata selezionata dalle Los Angeles Sparks al secondo giro del Draft WNBA 2020 (20ª scelta assoluta).
Con gli Stati Uniti ha disputato i Giochi panamericani di Lima 2019.